# Жан-Габріель Альбікокко
Жан-Габріель Альбікокко (фр. Jean-Gabriel Albicocco; нар. 15 лютого 1936, Канни — пом. 10 квітня 2001, Ріо-де-Жанейро) — французький кінорежисер.
У 1960 році він одружився з французькою актрисою і співачкою Марі Лафоре. Він вважається фігурою французького кіно нової хвилі.

## Фільми
- 1962: Американський Щур
- 1961: Дівчина з золотими очима
- 1967: Великий Мольн
- 1970: Божевільне серце